# Santa Margarida del Mujal
Santa Margarida del Mujal és una ermita romànica del municipi de Terrassa, protegida com a bé cultural d'interès local. És situada al sud-est de la ciutat, al polígon industrial de Can Parellada. L'ermita ha donat nom al polígon industrial de Santa Margarida, que s'estén al nord, a l'altra banda de l'autopista C-58.

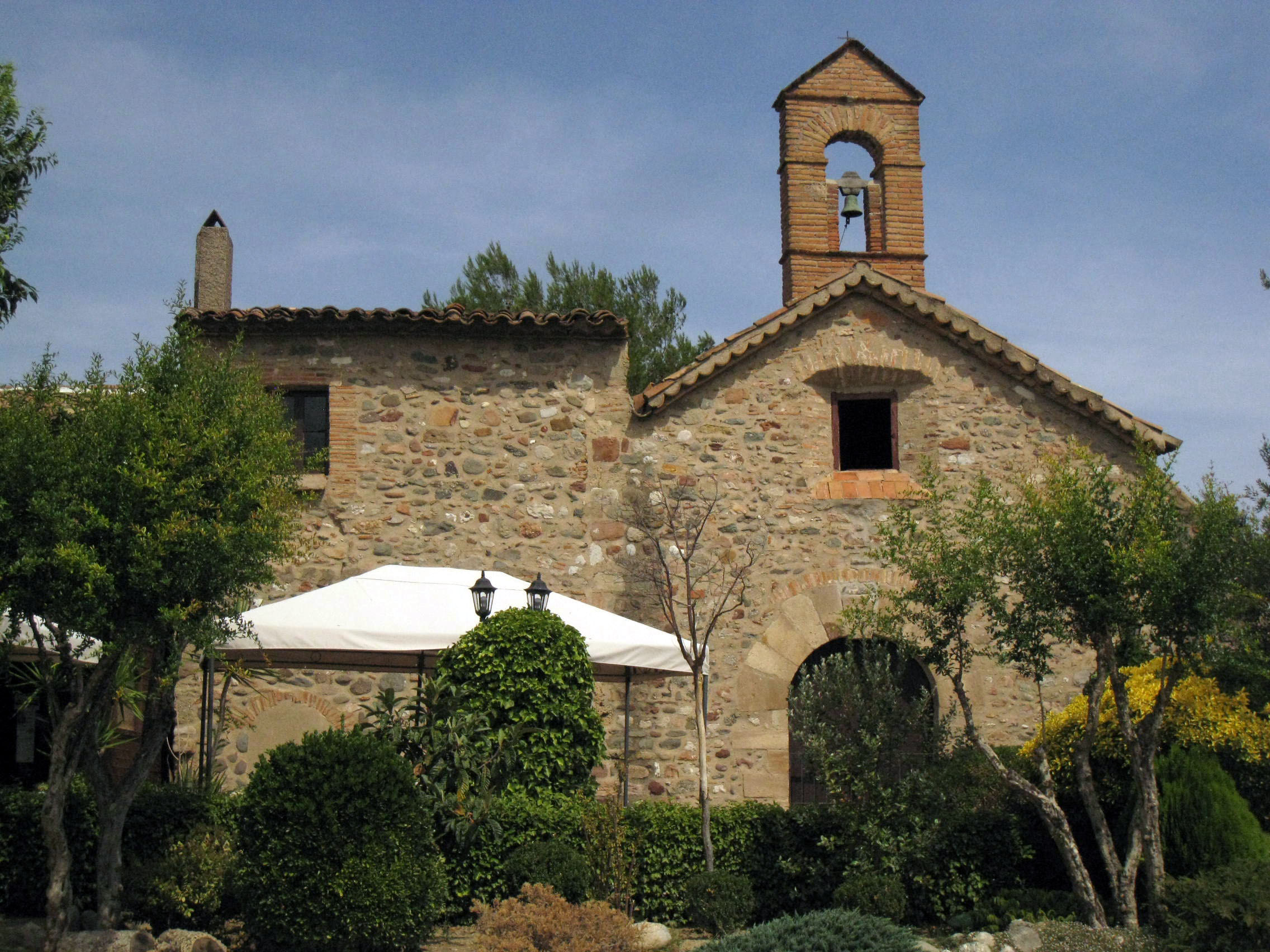
Casa i ermita de Santa Margarida del Mujal

L'edifici és una capella d'una nau amb absis definit per un arc triomfant apuntat, amb volta de canó seguit restaurada. Està feta amb paredat comú fins al suport de la volta. La volta és de maó, feta a plec de llibre. El portal d'accés és en arc de mig punt adovellat, a la façana de ponent, amb finestral superior i campanars d'espadanya de factura posterior. Presenta importants contraforts al mur de migdia i una petita finestreta de doble esqueixada. El mur nord és mitger amb l'antiga casa de l'ermita.